# D13 (hunebed)

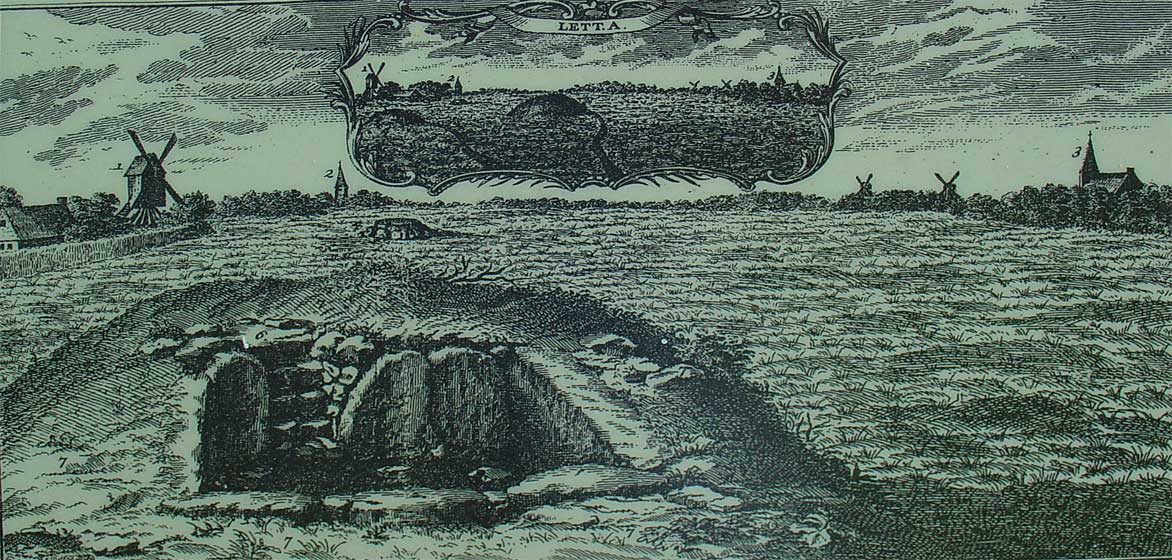
Zo zag het Hunebed er in 1760 uit volgens Johannes van Lier, op de achtergrond is D14 te zien

Hunebed D13, een trapgraf, is een klein hunebed nabij het dorp Eext in de Nederlandse provincie Drenthe. Het hunebed ligt nog in de dekheuvel, iets wat uitzonderlijk is in Nederland, en in de nabijheid van een urnenveld uit de late bronstijd (ca. 1100-800 v.Chr.).
Het hunebed wordt ook wel Stemberg genoemd. Het verhaal wil dat in 1756 (anderen bronnen zeggen in 1730 of 1736) een stenendelver op de door hem gevonden grafheuvel klopte en dacht, vanwege de holle klank die klonk toen hij met zijn puntijzer op de steen stootte, dat hij stemmen hoorde. Meer waarschijnlijk is stemberg een verbastering van steenberg. Het bouwwerk wordt ook wel Klankenberg genoemd, waarbij dit kan wijzen op 'stem' maar ook op 'klinken' (een Drents woord voor 'stenen').

## Bouw
Het betreft een hunebed van een type waarvan er slechts een klein aantal bekend is, voornamelijk gelegen in Duitsland. Het hunebed is 4,3 meter lang en 3,2 meter breed. De draagstenen staan uitzonderlijk dicht op elkaar, er waren amper stopstenen nodig. De kamer is min of meer rechthoekig.
In Nederland is dit hunebed uniek, niet alleen vanwege het feit dat het nog in de oorspronkelijke dekheuvel ligt, maar ook omdat het hunebed alleen te betreden was via een trap aan de zuidkant van het hunebed. Via deze stenen trap van vier treden en een drempel kon de grafkelder gebukt worden betreden.
Ook opmerkelijk is dat er geen gebruik is gemaakt van stopstenen, de draagstenen zijn tegen elkaar aan geplaatst.

## Geschiedenis
Tijdens de renaissance werd er opnieuw iemand begraven, waarschijnlijk een doodgeboren baby.
Het hunebed is in 1736 ontdekt door een stenendelver.
Het hunebed werd beschadigd door een stenendelver in 1756. Het hunebed is hersteld en beschreven door Johannes van Lier. In 1756 onderzocht Johannes van Lier het graf en schreef hierover in zijn Oudheidkundige Brieven met waarnemingen en beschouwingen over stratigrafie en vondsten. Op de afgebeelde prent is te zien hoe het hunebed er volgens hem rond 1760 uitzag. Van Lier maakte tekeningen van de vondsten. Ook vermeldde Van Lier potten met verbrande botten, maar deze vondsten zijn niet bewaard gebleven. hij vond ook steene beitels' en aardewerk.
In 1819 bezocht Johann Friedrich Heinrich Arends Drenthe en beschreef het hunebed in het Kunst- und Wissenschaftsblatt van 1 maart 1822, hij vertelt dat de kelder een dubbele bodem had van kleine veldkeien, waartussen enige urnen, stenen wiggen en een stenen pijlpunt lagen.
In 1848 misten de drie dekstenen, daarvan werd er één teruggevonden in Eext. De steen deed dienst als brug. De steen werd in 1976 teruggeplaatst op de draagstenen. De andere deksteen ligt naar verwachting in de buurt van de dorpskerk.
In 1885 werd een Jydepot opgegraven, dit is een vrij platte en bolle schaal van aardewerk uit Denemarken uit het eind van de 16e of 17e eeuw. Het betrof vermoedelijk een begraving van beenderen. Archeoloog Wijnand van der Sanden beschrijft dat ongedoopte baby's niet op een kerkhof begraven mochten worden. Ook kon het dienen als offer aan de witte wieven of vergelijkbare bovennatuurlijke wezens.
Na het onderzoek door Johannes van Lier is het hunebed in 1927 onderzocht door de archeoloog Albert van Giffen. Hij beschrijft het hunebed als "in uitmuntenden staat". Johannes van Lier had zo precies opgegraven, dat Van Giffen bijna niets meer aantrof. In 1984 wordt het hunebed onderzocht door J.N. Lanting, zijn onderzoek toonde aan dat er oorspronkelijk geen trappen waren. Deze werden in een latere periode tijdens de periode van de Trechterbekercultuur toegevoegd.
Robert Dehon van Kadath vertelt dat er inscripties staan weergegeven op de binnenmuren en het plafond van het hunebed.

## Society of Antiquaries[10]
In Engeland ontstond in de jaren zeventig van de 19e eeuw bezorgdheid over de wijze waarop in Nederland hunebedden werden gerestaureerd. In die kringen was men vooral bezorgd dat met de restauraties het oorspronkelijk beeld van de situatie verloren zou gaan. De directeur van de Society of Antiquaries in Londen verzocht de oudheidkundigen William Collings Lukis en sir Henry Dryden om de staat waarin de hunebedden zich op dat moment bevonden nauwkeurig vast te leggen. Zij bezochten in juli 1878 Drenthe en brachten veertig hunebedden op de Hondsrug in kaart. Ze hebben opmetingen verricht en beschreven de aangetroffen situatie, die zij tevens vastlegden in een serie aquarellen. Hun rapportage aan de Society of Antiquaries verscheen echter niet in druk. Hun materiaal werd bewaard bij de Society of Antiquaries, het Guernsey Museum & Art Gallery en het Drents Museum. Het Ashmolean Museum in Oxford bezit kopieën van hun werk. In 2015 publiceerde de Drentse archeoloog dr. Wijnand van der Sanden alsnog hun werk. Hij voorzag hun materiaal van een uitgebreide inleiding. Ook schetste hij de ontwikkelingen met betrekking tot het archeologisch onderzoek van de hunebedden na hun onderzoek tot 2015. Hij gaf als oordeel dat het werk van Lukis en Dryden van hoge kwaliteit was. In het Drents Museum was in 2015 een tentoonstelling over het werk.
Hunebed D13 is weergegeven op Plan VIII: Tijdens het bezoek van Lukis en Dryden waren de dekstenen niet aanwezig en was de dekheuvel volgens hen recentelijk opgehoogd tot de toppen van de draagstenen. In die tijd lag het hunebed zo'n 400 meter ten zuidwesten van het dorp. Volgens Lukis en Dryden werden enkele vondsten – die toegeschreven werden aan Van Lier – bewaard in Leiden (een pijl en een urn) en in Utrecht (een fles).

## Afbeeldingen

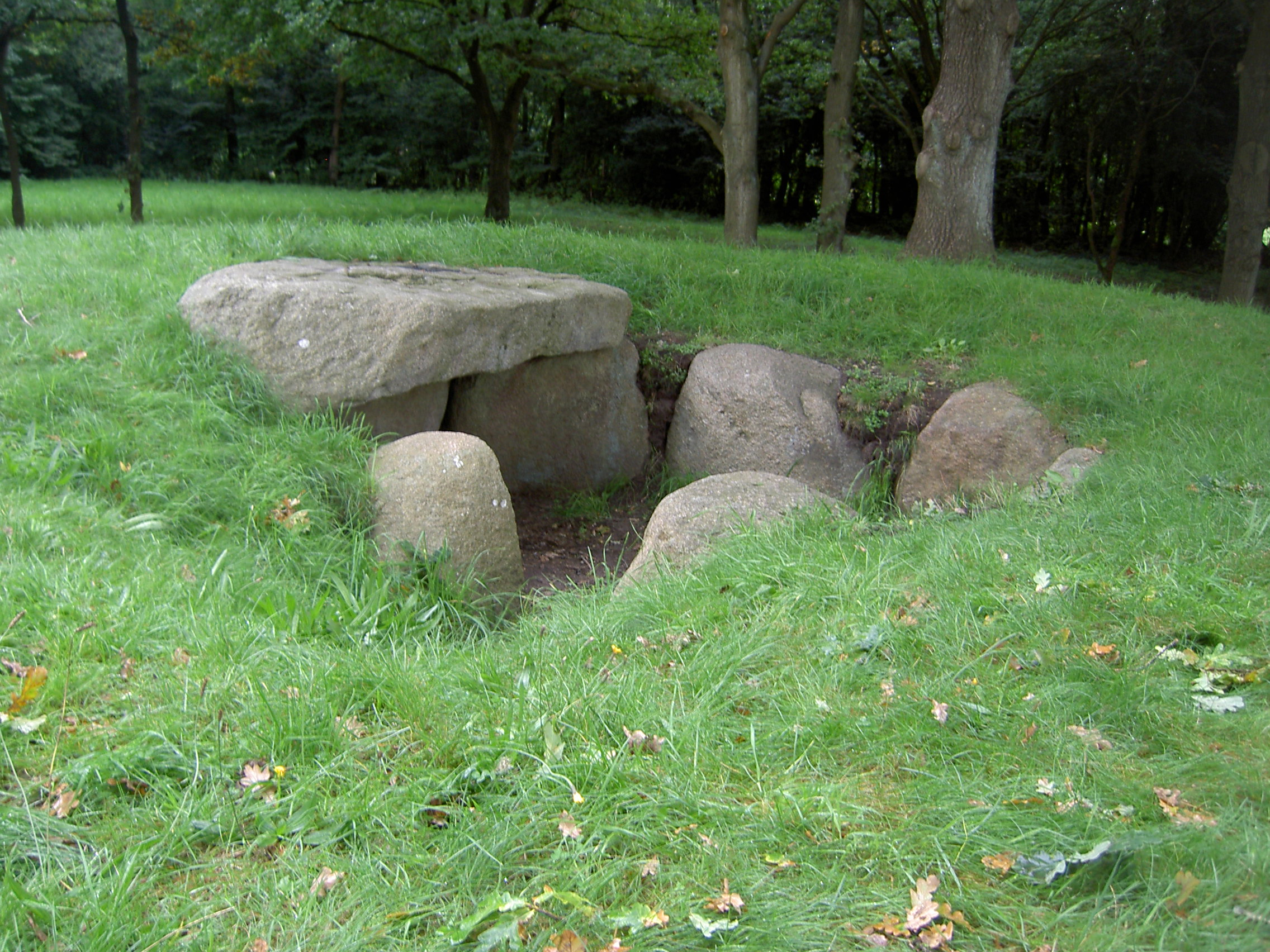
Hunebed D13 in Eext, de top van de dekheuvel is weggegraven en enkele dekstenen zijn verdwenen, 2015
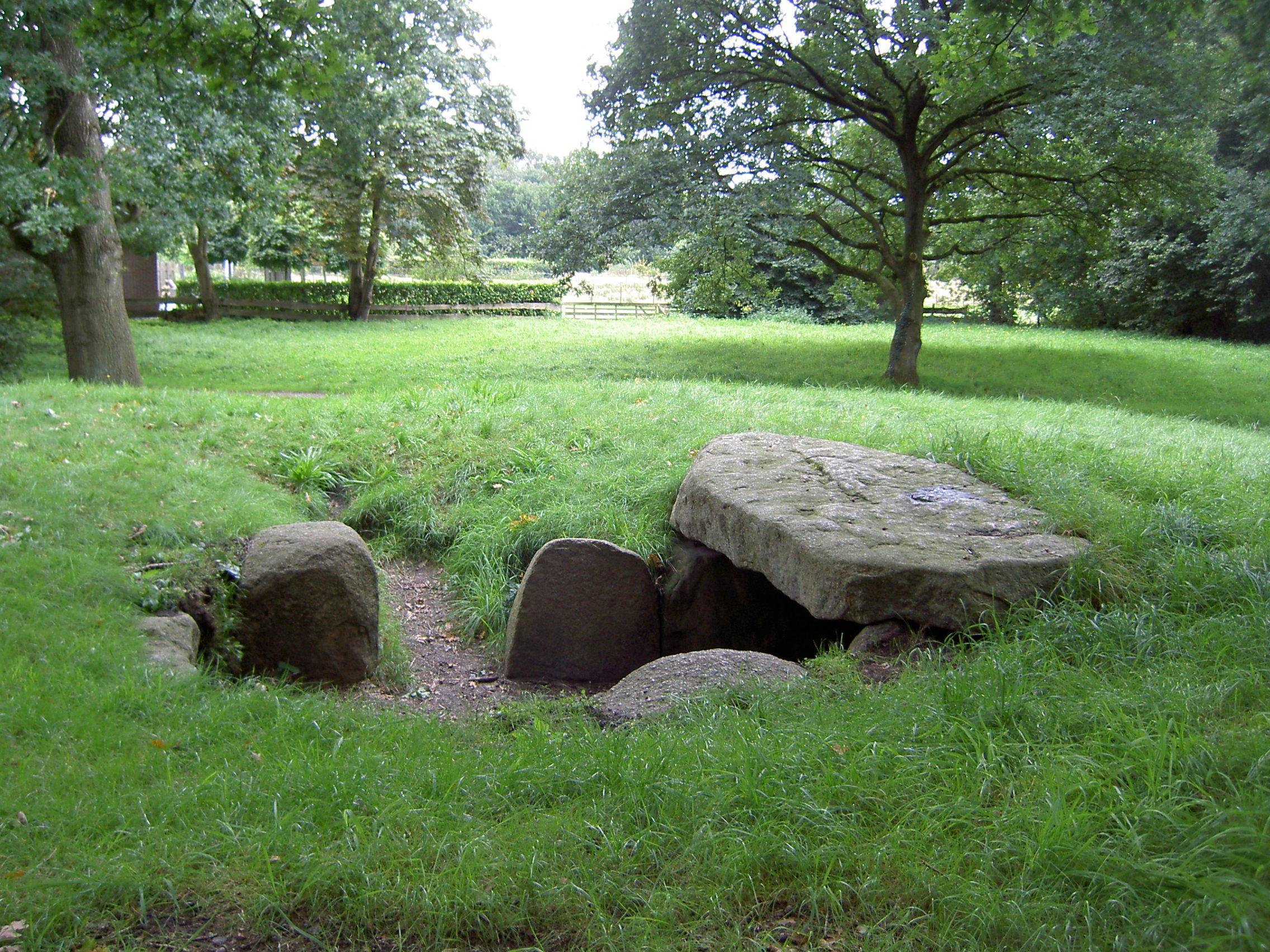
Hunebed D13 in Eext